# Ментальність орди

«Ментальність орди» — публіцистичний цикл статей українського письменника Євгена Гуцала на теми російської експансіоністської політики, минулого і сучасного України. Книга видана вперше у 1996 році. 
Цикл складають статті, що друкувалися впродовж 1993—1995 років у газеті «Літературна Україна» та присвячені деконструкції культу російського народу, тривалий час нав'язуваного українцям.
За статті циклу авторові посмертно присуджено Всеукраїнську премію імені Івана Огієнка. 
Поштовхом до написання циклу послужила стаття відомого російського вченого академіка Дмитра Ліхачова в журналі «Новый мир» «Нельзя уйти от самих себя…» (Историческое самосознание и культура России)». У сталінську добу академік Ліхачов належав до тих учених, які підтримували прогресивні рухи в Україні, проте коли справа зайшла про повернення культурних цінностей, награбованих царською та радянською імперіями у «менших братів», світогляд науковця докорінно змінився не на користь вищезгаданого «меншого брата».

## Склад збірки
Перше видання  1996 року складали статті: «Пектораль» (1993), «Буслаєвщина, або ж не вздовж, а впоперек каменя» (1994), «Безодня, або ж Іван Грозний: «Все воры» (1994), «Ментальність орди, або ж Творення «євроазійського простору» (1994), «Оргія, або ж Ефект мухомора» (1994), «Гусячі багнети, або ж Г.Державін: «Поля и грады — стали гробы» (1994), «Знак Чечні», «Знак Хіви» (1995), «Раби рабів, або ж «Какую Россию мы потеряли?» (1995).
До другого видання 2007 року додано дві статті: «Всяка хурда-мурда, або ж Чи Стамбул — столиця Росії?» та «Остання незавершена стаття Євгена Гуцала».

## Відгуки
За словами Михайла Москаленка, особлива цінність книги, полягає в тому, що в ній про багатовікову історію московської експансії та про хижацьку сутність російського колоніалізму сказано словами самих же росіян: і оскаженілих від крові генералів-завойовників типу Єрмолова чи Скобелева, і поетів, які славили нескінченні колоніальні війни імперської Росії, і тих порівняно нечисленних шляхетних синів Росії, які ставали на захист народів, винищуваних імперською ордою. 
Лариса Масенко: Взаємини російського і українського народів письменник розглядає  в контексті протиставлення двох типів цивілізацій — осілого, землеробського з одного боку і кочівного, загарбницького з другого... Поширившись на величезному просторі, не закорінений в питомий ґрунт, призвичаєний до грабіжництва, існування коштом чужої праці, народ-завойовник руйнує усталений, органічно вписаний в довкілля господарський лад поневолених народів, їх звичаї, культуру, ідентичність.

## Цитата
|  | Будучи до 1917 року імперською мовою Росії після жовтневого путчу вона ще більше утвердилась як мова імперського народу, як його тотальна, безжалісна, безвідмовна зброя. Вроджена агресивність російської мови тільки впотужнилась, вона стала інструментом, сказати б «балістичної» дії, ба її оперативним простором ставали і ще в більшій мірі мали стати як мовні простори інших народів, так і їхня доля, культура, історія. За новітніх часів і новітніх технологій ця зброя вже не могла зоставатися якоюсь там архаїчною козацько-розбійницькою шаблею, хоч, звичайно, та шабля дуже нещадна й дуже ефективна, а тепер уже, з плином часу, видозмінювалася в напалм, у нейтронну бомбу, які мали остаточно все випалити, особливо ж – психіку інших народів, щоб зоставити пустелю – для буйного розкошування російської мови, яка, звичайно, й після такої вікторії не втратила б якості «полуразбойничьей стихии русского языка» |